# Februari 2010
| Februari 2010 |
| Månader under 2010: Januari · Februari · Mars · April · Maj · Juni · Juli · Augusti · September · Oktober · November · December ← December 2009 · Januari 2011 → |

## Händelser

### Februari

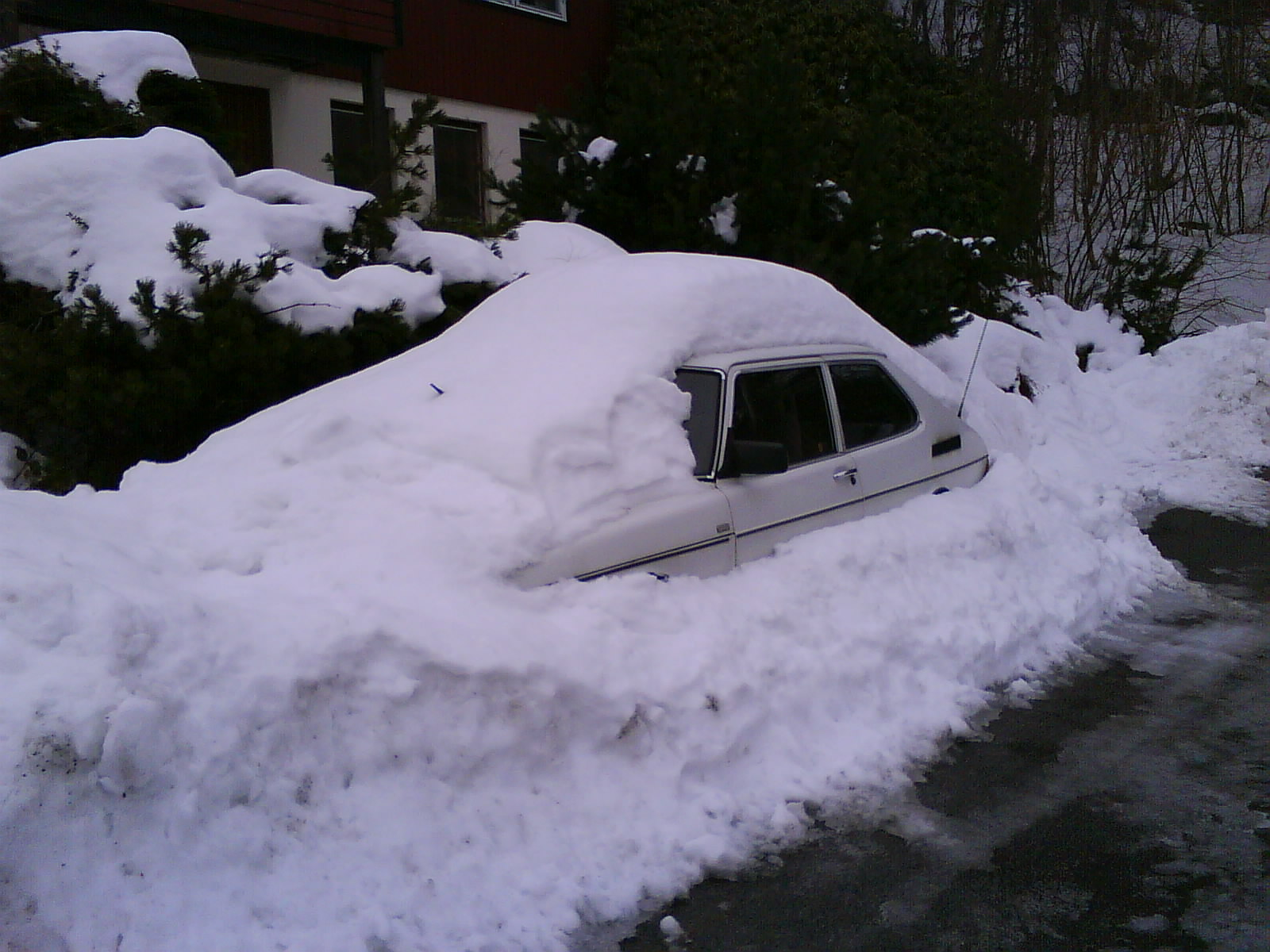
En Saab begraven under snö i snökaoset 2010. När bilden togs hade dock mycket hunnit smälta.

- 1 februari–2 februari – De södra delarna av Sverige drabbas av ett snöoväder.
- 2 februari – Birgitta Ohlsson utses till Sveriges nya EU-minister efter Cecilia Malmström.
- 3 februari – Sveriges riksdag beslutar att avskaffa preskriptionstiden för ytterst allvarliga brott.
- 6–7 februari – USA:s huvudstad Washington D.C. med omnejd drabbas av den värsta snöstormen på över 100 år.
- 7 februari
  - I den andra omgången i presidentvalet i Ukraina segrar Viktor Janukovytj över premiärministern Julia Tymosjenko.
  - Två svenska tjänstgörande soldater och en lokalanställd tolk skjuts ihjäl i ett bakhåll under ett rutinuppdrag i norra Afghanistan.[1]
- 8 februari
  - Rymdfärjan Endeavour lyfter från Kennedy Space Center med sju astronauter ombord för en flygning till den Internationella rymdstationen ISS.

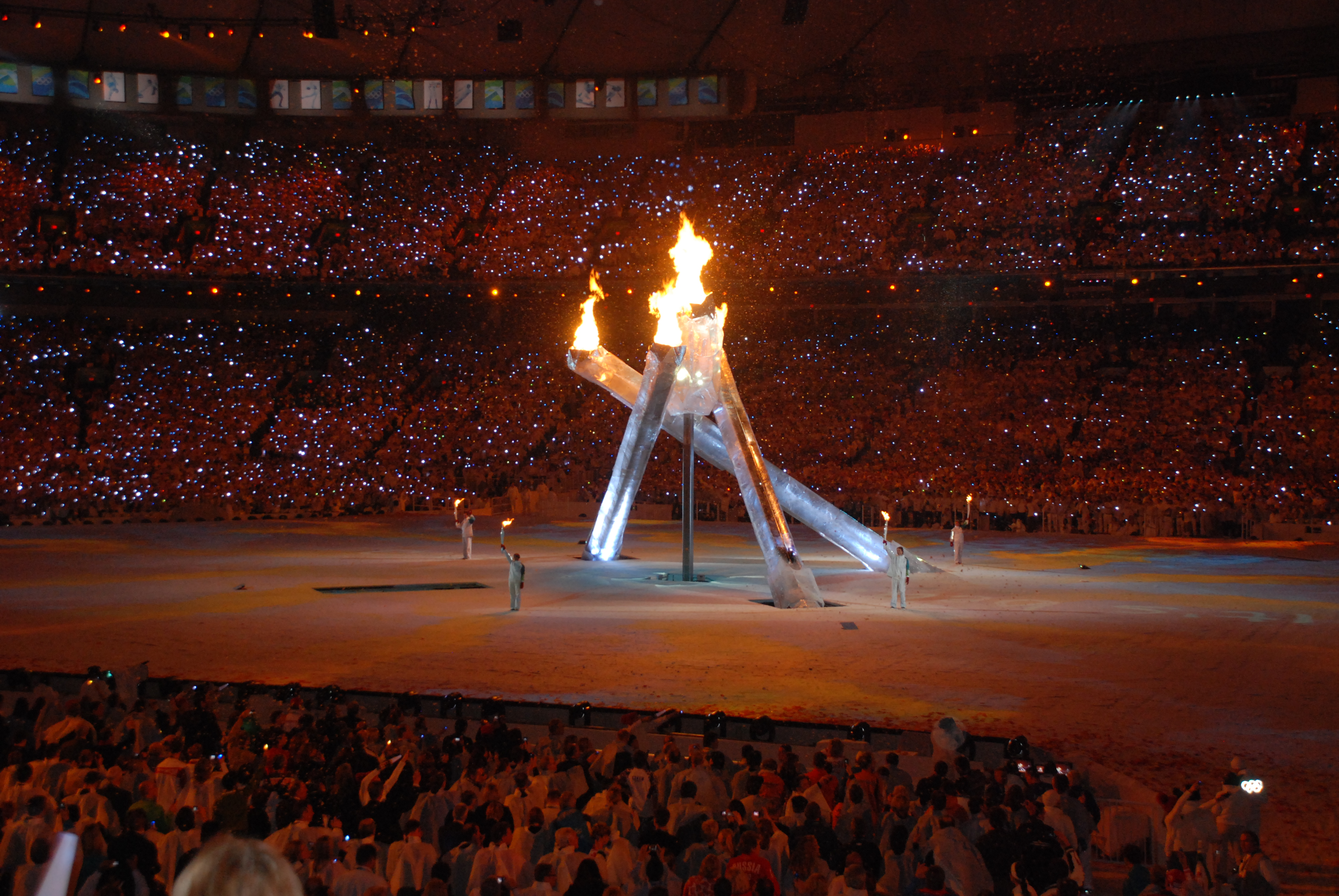
Olympiska vinterspelen i Vancouver

- 12–28 februari – De 21:a olympiska vinterspelen avgörs i Vancouver i Kanada.
- 15 februari
  - Enligt lag antagen av Sveriges riksdag läggs de tjugotvå länsrätterna ner och ersätts med 12 förvaltningsrätter (domstolar).
  - 20 personer omkommer och hundratals skadas när två passagerartåg frontalkolliderar i den belgiska staden Halle cirka 15 kilometer sydväst om Bryssel.
- 18 februari – Nigers president Mamadou Tandja störtas i en militärkupp.
- 19 februari – Ett jordskalv med styrkan 4,7 på richterskalan drabbar de norra och västra delarna av danska Jylland.
- 20 februari
  - Ett mycket kraftigt snöoväder lamslår de södra och mellersta delarna av Sverige.
  - 42 personer mister livet och många skadas när ett våldsamt oväder drar in över den portugisiska ön Madeira i Atlanten.
- 23 februari – Spyker Cars blir nya ägare till Saab Automobile efter att de sista avtalen med General Motors skrivits under.
- 27 februari – En kraftig jordbävning med 8,8 i magnitud på Momentmagnitudskalan drabbar Chile, varefter 809 människor omkommer. Tsunamivarningar utfärdas runt om i hela Stillahavsområdet, varav de flesta dock kan avblåsas.

### Fotnoter
1. ↑  ”Två svenska officerare och en lokalanställd tolk stupade”. Försvarsmakten. Arkiverad från originalet den 11 oktober 2011. https://web.archive.org/web/20111011024644/http://www.forsvarsmakten.se/sv/Aktuellt/Nyhetsarkiv/I-varlden/Afghanistan/2010/Tva-svenska-officerare-och-en-lokalanstalld-tolk-stupade/. Läst 12 februari 2011.